# Joan de Penna
Joan de Penna o de Penne (Penna San Giovanni, Marques, ca. 1193 – 1270) fou un frare franciscà, company de Francesc d'Assís. És venerat com a beat per l'Església catòlica.

## Biografia
Giovanni da Penna fou atret per la predicació del frare franciscà Felip, enviat per Francesc d'Assís a fer apostolat a les Marques, cap al 1213. El mateix any, s'uní a l'orde i es feu frare al convent de Recanati i rebria més tard l'ordenació sacerdotal. El fundador l'envià en 1217 amb setze frares més, dirigits per Joan Bonelli, al Llenguadoc per predicar-hi i estendre l'orde. Destacà per la seva tasca de predicació, tot i que les fonts no en donen detalls, i a la lluita contra l'heretgia albigesa. Podria haver conegut Antoni de Pàdua, que llavors predicà a Llemotges i Tolosa, i probablement participà en el capítol d'Arle.
En tornar a Itàlia en 1242, fou guardià de diversos convents. Contribuí a pacificar els bàndols de la seva ciutat; el frarae envià en 1248 al consell municipal una carta on proposava la pau interna i la justícia social. Va tenir episodis místics, èxtasis i visions, i es diu que tenia el do de la profecia i que un àngel li comunicà que aviat anava a morir. Morí al convent de Penna, a una avançada edat, en 1270.

És citat a les Floretes de Sant Francesc com a deixeble del sant fundador, amb el nom de Frater Joannes de Pinna Picena. El text diu que: 
| «                                     | Vivint en gran honestedat, santedat i exemplaritat, creixent sempre en virtut i en gràcia de Déu, era summament estimat pels germans i els seglars | » |
| — Floretes de Sant Francesc, cap. 45. | |   |

## Veneració
Venerat d'antic al si de l'orde franciscà, el seu culte fou aprovat el 20 de novembre de 1806. La festa, el 3 d'abril, es commemorà fins al 1969 el 25 de setembre; a l'Orde de Sant Francesc se celebra el 31 d'octubre.